# Lærdalstunnel
Der Lærdalstunnel in Norwegen ist mit 24,51 km der längste Straßentunnel der Welt.

## Lage und Bedeutung
Der Tunnel befindet sich in der Provinz Vestland und verbindet die Orte Aurlandsvangen in der Gemeinde Aurland und Håbakken in der Gemeinde Lærdal. Der Tunnel ermöglicht – im Gegensatz zum Snøvegen, der alten Straße über das Gebirge – auch im Winter eine Verbindung zwischen den beiden Gemeinden. Die Alternative war früher eine Fähre auf dem Sognefjord. Der Lærdalstunnel ist auch ein zentral bedeutsamer Bestandteil der ganzjährig befahrbaren Straßenverbindung Oslo–Bergen im Zuge der E16. Im Jahresdurchschnitt wird der Lærdalstunnel von 2058 Fahrzeugen pro Tag befahren (Stand 2019).

## Geschichte
Mit dem Bau des Tunnels wurde am 15. März 1995 begonnen, am 3. September 1999 erfolgte der Durchstich und am 27. November 2000 die Verkehrsübergabe am Lærdal-Portal. Die Baukosten beliefen sich auf 930 Millionen NOK, das entspricht rund 38.000 NOK pro Tunnelmeter.
Im Herbst 2020 begannen die Vorarbeiten für eine umfassende Aufrüstung des Tunnels. Im ersten Schritt soll dabei der Lüftungstunnel mit einem neuen Schacht versehen werden und neue Ventilatoren erhalten. Ab Herbst 2021 soll dann das restliche Ventilationssystem erneuert werden. Die Arbeiten sollen insgesamt fünf Jahre dauern und zwischen einer und 2,5 Milliarden Kronen kosten. Ab 2025 soll dafür der Tunnel für zwei bis drei Jahre nachts geschlossen werden.
Voraussichtlich frühestens 2030 wird der Lærdalstunnel seinen Rekord als längster Straßentunnel der Welt an den ebenfalls norwegischen Boknafjordtunnel abgeben, der über 2 km länger sein wird.

## Ausstattung
Besonderheiten an diesem Tunnel sind die innovative Art der Beleuchtung sowie die absichtlich leicht kurvige Streckenführung, die die Fahrer vor Ermüdung schützen und die Konzentration fördern sollen, wodurch auch die Verkehrssicherheit erhöht wird. Außerdem gibt es im Tunnel drei farbig erleuchtete Hallen, an denen das Halten erlaubt ist, aber keine Notausgänge. Einziger Seitenzugang ist ein 2,1 Kilometer langer Lüftungstunnel in das parallel verlaufende Tynjadal. Um die Einhaltung der Geschwindigkeitsgrenze von 80 km/h zu überprüfen, wurden in beiden Richtungen Geräte zur Abschnittskontrolle eingerichtet, die die Durchschnittsgeschwindigkeit der Fahrzeuge durch den Tunnel messen.

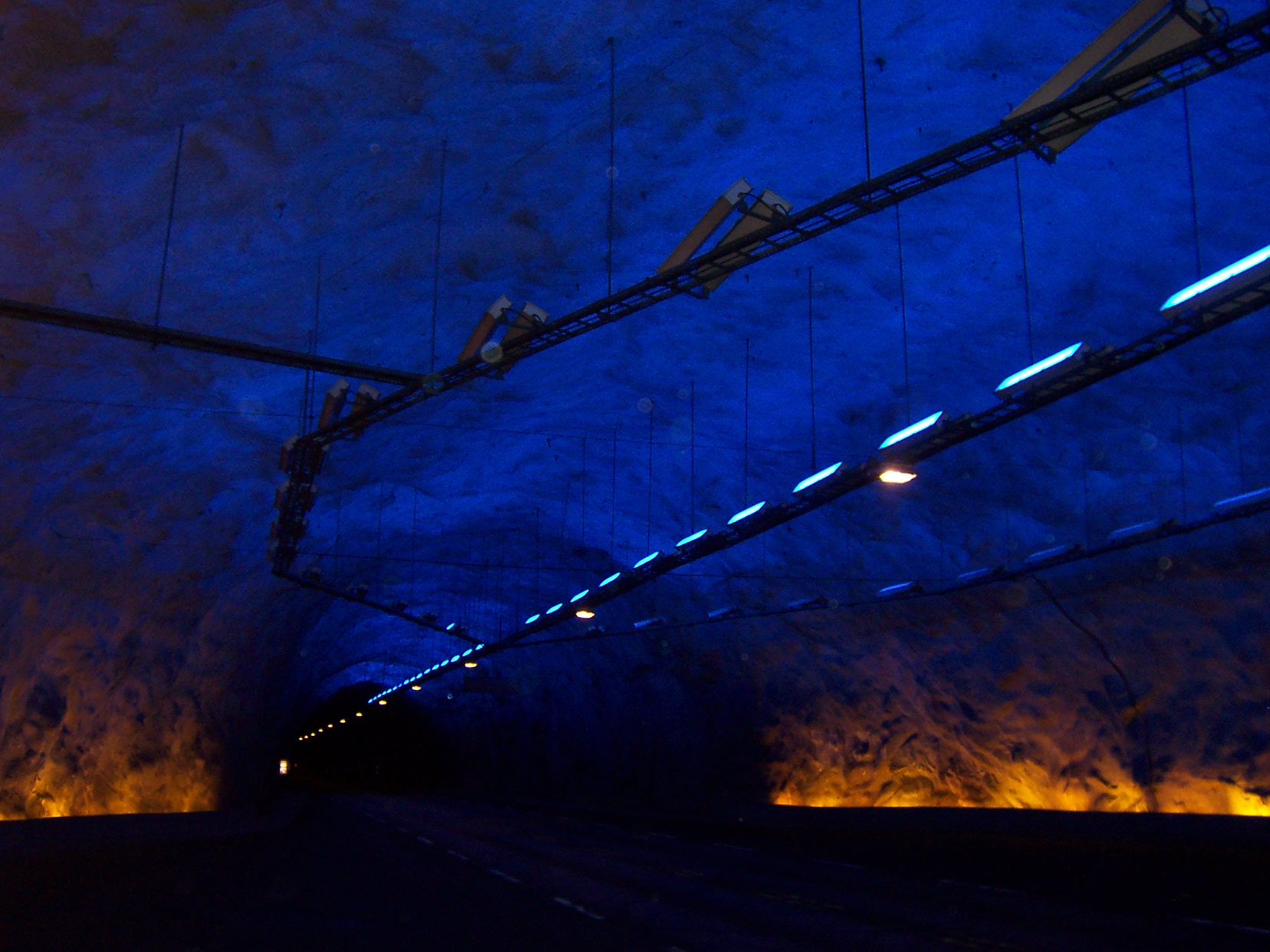
Eine der drei beleuchteten Hallen im Lærdalstunnel
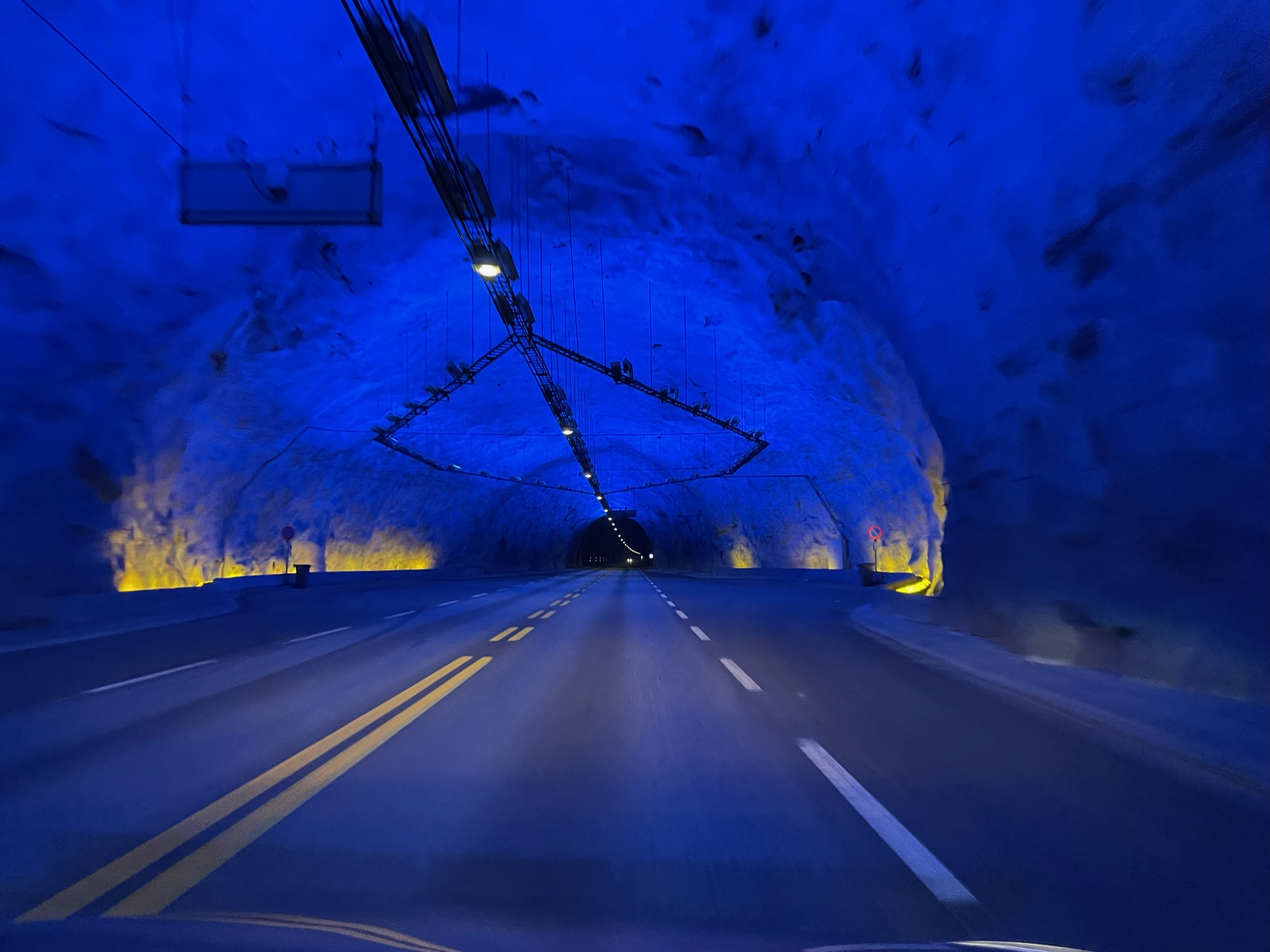
Dritte Halle vor Lærdal
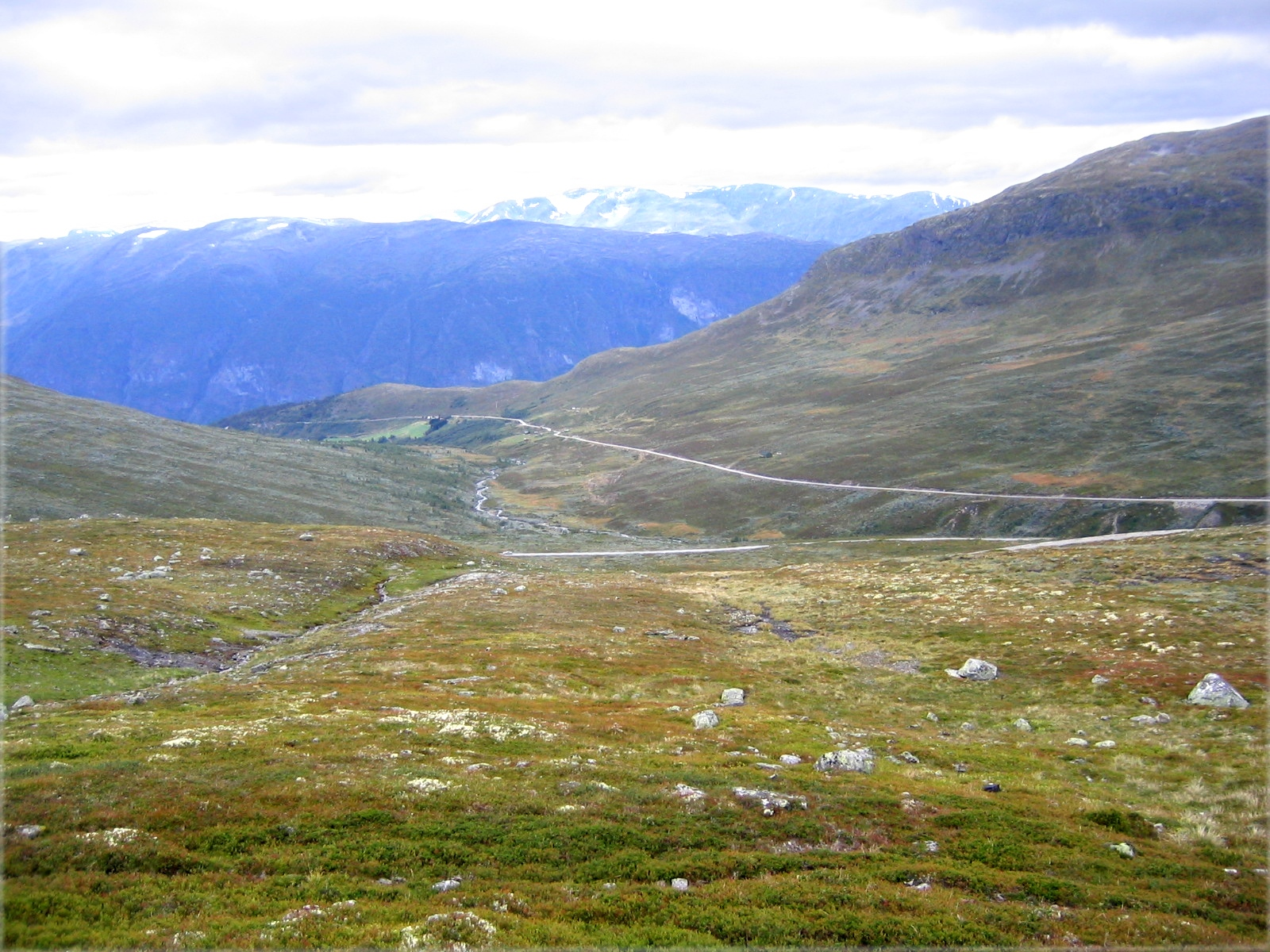
Der Snøvegen, die alte Straße durch das Gebirge zwischen Aurland und Lærdal